# Rhaesteria
Rhaesteria é um género botânico pertencente à família das orquídeas (Orchidaceae).